# (541120) 2018 RU17
(541120) 2018 RU17 es un asteroide perteneciente al cinturón de asteroides descubierto el 7 de mayo de 2014 por el equipo del Pan-STARRS desde el Observatorio de Haleakala, Hawái, Estados Unidos.

## Designación y nombre
Designado provisionalmente como 2018 RU17.

## Características orbitales
2018 RU17 está situado a una distancia media del Sol de 2,476 ua, pudiendo alejarse hasta 2,992 ua y acercarse hasta 1,961 ua. Su excentricidad es 0,208 y la inclinación orbital 15,13 grados. Emplea 1423,71 días en completar una órbita alrededor del Sol.

## Características físicas
La magnitud absoluta de 2018 RU17 es 16,8. 